# Estação El Ingenio
A Estação El Ingenio é uma das estações do Metrô do Panamá, situada na Cidade do Panamá, entre a Estação Fernández de Córdoba e a Estação 12 de Octubre. Administrada pela Metro de Panamá S.A., faz parte da Linha 1.
Foi inaugurada em 8 de maio de 2015. Localiza-se no cruzamento da Avenida Transístmica com a Avenida de la Paz. Atende os corregimentos Bethania e Pueblo Nuevo.